# Prascorsano
Prascorsano est une commune italienne de la ville métropolitaine de Turin, dans la région Piémont.

## Administration
| Période                                  | Période  | Identité             | Étiquette | Qualité |
| ---------------------------------------- | -------- | -------------------- | --------- | ------- |
| 2004                                     | 2009     | Marcello Beccari     |           |         |
| 2009                                     | En cours | Rolando Perino Piero |           |         |
| Les données manquantes sont à compléter. |          |                      |           |         |

### Hameaux
Cerialdo, Galassola, Pemonte, Prabasone, Tetti.

### Communes limitrophes
Cuorgnè, San Colombano Belmonte, Canischio, Pratiglione, Valperga, Pertusio, Rivara.